# Roberto Vittori
Roberto Vittori (Viterbo, 15 de outubro de 1964) é um astronauta italiano da Agência Espacial Européia, veterano de duas missões ao espaço nas naves Soyuz e uma no ônibus espacial Endeavour.
Vittori formou-se na Academia da Força Aérea Italiana em 1989 treinando depois nos Estados Unidos. Na Itália, pilotou os caças Tornado das forças de defesa do país entre 1991 e 1994, qualificando-se como líder de esquadrão para voos diurnos e noturnos antes de se graduar como piloto de testes nos Estados Unidos, em 1995. No centro de pesquisa e testes da força aérea italiana, ele serviu como piloto projetista no desenvolvimento do novo caça de combate europeu, o EF2000, e acumulou na carreira um total de 1700 horas de voo em aeronaves como o AMX, o F-104 e o F-18.
Em agosto de 1998 Vittori foi selecionado pela ESA para o seu corpo de astronautas, sendo então enviado para treinamento no Centro Espacial Lyndon Johnson, da NASA, em Houston, Texas. Após a conclusão do curso, serviu em cargos técnicos no departamento de astronautas da agência aeroespacial.

## Soyuz
Foi pela primeira vez ao espaço em 25 de abril de 2002 a bordo da Soyuz TM-34, numa missão de dez dias na Estação Espacial Internacional (ISS), mediante o acordo operacional feito entre o programa espacial russo Roskosmos, a Agência Espacial Italiana e a ESA.
Durante sua estada em órbita, ele trabalhou em conjunto com a tripulação residente em quatro experiências científicas européias. Esta missão conseguiu com sucesso integrar um novo “barco salva-vidas” à estação, para uso pela tripulação em caso de emergência a bordo. Retornou à Terra em 5 de maio a bordo da Soyuz TM-33.
Em 15 de abril de 2005 partiu para nova estadia de dez dias na ISS, tornando-se o primeiro europeu a visitar a estação por duas vezes. Lançado à órbita junto com a tripulação da Soyuz TMA-6, conduziu experiências na área da germinação de sementes de plantas herbáceas, visando à nutrição de humanos no espaço e sobre a fadiga destes no espaço, retornando à Terra em 24 de abril junto com os tripulantes da Soyuz TMA-5.

## Endeavour
Sua terceira missão foi a bordo da Endeavour STS-134, a última missão ao espaço da espaçonave, lançada em 16 de maio de 2011, cujo principal objetivo foi a colocação em órbita do Espectômetro Magnético Alpha,. Após o encerramento dos 16 dias da missão, Vittori voltou à Terra em 1 de junho, pousando em Cabo Kennedy com a tripulação da Endeavour, o último pouso do ônibus espacial.